# Kanton Bar-le-Duc-Nord
Kanton Bar-le-Duc-Nord (fr. Canton de Bar-le-Duc-Nord) byl francouzský kanton v departementu Meuse v regionu Lotrinsko. Tvořily ho tři obce. Zrušen byl po reformě kantonů 2014.

## Obce kantonu
- Bar-le-Duc (severní část)
- Fains-Véel
- Longeville-en-Barrois